# Saveurs exotiques
Pour la chanson qui donne son nom à l’album, voir Saveurs exotiques (single).
Singles
1. On a changé
Sortie : 2 juillet 2007
2. Danse avec moi
Sortie : 1er novembre 2007
3. Saveurs exotiques
Sortie : 11 février 2008

Saveurs exotiques est le premier album du groupe Les Déesses qui est sorti le 29 octobre 2007 après avoir été disponible dès le 5 octobre 2007 sur les plates-formes de téléchargement légal.
Ce 1er album génère trois singles : On a changé (2007), Danse avec moi (2007) et Saveurs exotiques (2008).
L'opus se classe à la 39e place des meilleures ventes d'albums en France. Au total, le groupe a vendu 30 000 albums et 80 000 singles.

## Singles
On a changé est le premier single de l'opus. Sorti le 2 juillet 2007 en France métropolitaine après avoir fait l'objet d'une diffusion dans les îles françaises et avoir été remixé. Il s'est hissé jusqu'à la 5e place du Top des ventes. Les Déesses On A Changé clip officiel sur Youtube.com
Le second single Danse avec moi est annoncé dans un premier temps pour le mois de novembre 2007, il devait suivre de quelques jours la sortie du premier album du groupe, qui est sorti le 29 octobre 2007. Mais finalement la sortie physique fut annulée.Les Déesses Danse Avec Moi clip officiel sur Youtube.com
Le troisième extrait Saveurs exotiques est toujours dans l'esprit Zouk du groupe auquel ajoutent des sonorités orientales. Commercialisé le 11 février 2008, il se classe en onzième place des ventes de singles en France lors de sa première semaine. Les Déesses Saveurs Exotiques clip officiel sur Youtube.com

## Performance commerciale
L'opus se classe à la 39eme meilleure vente d'albums en France. Au total, le groupe a vendu 30 000 albums et 80 000 singles.

## Liste des pistes
1. Ensemble
2. Saveurs exotiques (avec Myma Mendhy)
3. On a changé (Remix)
4. Au bord de l'agonie
5. Ca c'est bon (avec Najim et DJ Caloudji)
6. Danse avec moi (avec Papa Tank)
7. Seule (avec Muss)
8. Tous les mêmes (avec Anofela et Top One Frisson)
9. Oye amor (avec Kaysha)
10. Confidence
11. Laissez aller (avec Ben-J)
12. Cacher
13. À quoi tu penses ? (avec Kamnouze)
14. On a changé 2 (avec Daddy Mory)

## Publicité
Un spot télévisé a été réalisé pour promouvoir la sortie de l'album.
Publicité officielle

## Classement des ventes
| Pays   | Meilleure position |
| ------ | ------------------ |
| France | 39                 |